# Rolf Börjlind

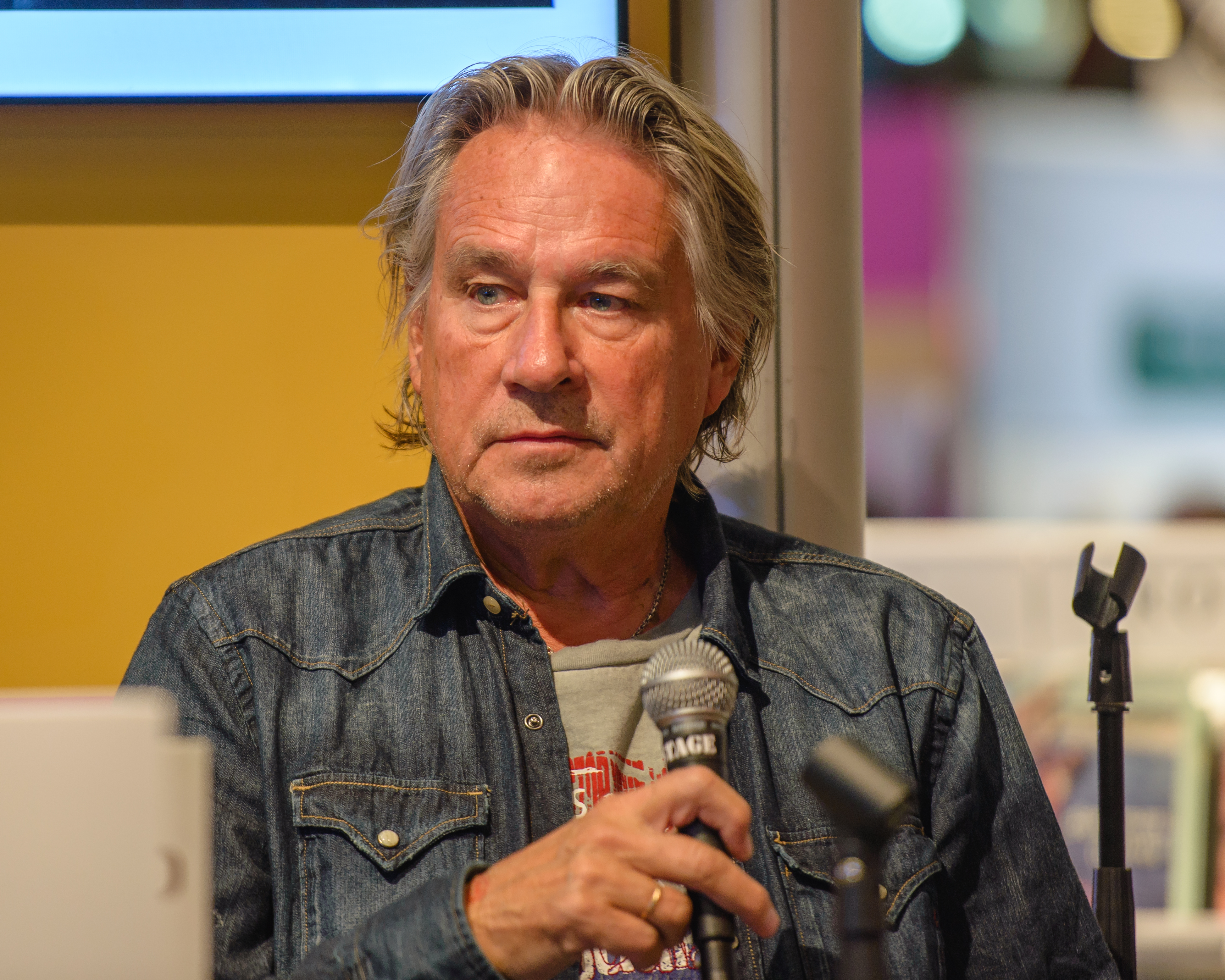
Rolf Börjlind (2014)

Rolf Börjlind (* 7. Oktober 1943 in Västra Skrävlinge, Schonen, Schweden) ist ein schwedischer Autor, Regisseur und Drehbuchautor.

## Leben
Börjlind schloss 1965 die Journalistenhochschule in Stockholm ab, die seit 1977 ein Teil der Universität Stockholm ist. Seit dem Ende der 1960er Jahre arbeitete er mit Carsten Regild zusammen. Der Künstler Regild trug künstlerische Entwürfe für die mittels Schablonen angefertigte Kunstzeitschrift Kulturmagasinet Vargen bei und Börjlind die Texte. Die Zeitschrift erschien in den Jahren 1974 und 1975. Der von den beiden gegründete Verlag Vargens förlag publizierte unter anderem Kunst- und Künstlerbücher.
Im Jahre 1977 zeigten die Künstler im Moderna Museet in Stockholm das Programm Persona non grata nach dem Buchtitel aus dem gleichen Jahre. Im Jahre 1979 folgte die Programmreihe Panik im Moderna Museet mit Texten von Börjlind, künstlerischen Beiträgen von Regild und der Musik von Bruno K. Öijer.
In den 1970er Jahren arbeitete Börjlind als Werbetexter in einer Werbeagentur, seit 1980 widmet er sich der Filmbranche als Schauspieler, Regisseur, Produzent und Drehbuchautor und schreibt ab und an satirische Beiträge für die Tagespresse. Aus den 1980er Jahren sind die Filme der Jönsdonsliga bekannt, ebenso aus den Jahren von 1976 bis 2010 die Fernsehfilme über den Kommissar Martin Beck.
Börjlind ist Mitglied des Schwedischen Dramatikerverbands.
Börjlind ist mit Cilla Börjlind verheiratet und lebt mit ihr im Villenvorort Storängen in Nacka westlich von Stockholm. Das Paar hat seit 2012 sieben Bücher beim schwedischen Verlag Norstedts veröffentlicht, die alle beim Münchner btb Verlag in deutscher Sprache herauskamen.

## Preise und Auszeichnungen
- 1995: Guldbagge/Bestes Drehbuch zusammen mit Peter Dalle für Yroll.

## Veröffentlichungen
- mit Bruno K. Öijer: Nya tider, nya ängler: samtal, dikter, manifest med och av Bruno Öijer .... Cavefors, Lund, Schweden 1976, ISBN 91-504-0446-6.
- Ausstellungskatalog: Persona non grata: (romanen som process): Värfor skulle jag.... Cavefors, Lund, Schweden 1977, ISBN 91-504-0596-9.

## Rönning/Stilton-Serie
Zusammen mit Cilla Börjlind:
- Springfloden. Norstedts, 2012, ISBN 978-91-1-304168-1.
  - deutsch: Die Springflut (Die Rönning/Stilton-Serie, Band 1), Kriminalroman. btb, München 2013, ISBN 978-3-442-75393-2.
- Den trejde rösten. Norstedts, 2013, ISBN 978-91-1-305312-7.
  - deutsch: Die dritte Stimme (Die Rönning/Stilton-Serie, Band 2), Kriminalroman. btb, München 2014, ISBN 978-3-442-75394-9.
- Svart gryning. Norstedts, 2014, ISBN 978-91-1-305969-3.
  - deutsch: Die Strömung (Die Rönning/Stilton-Serie, Band 3), Kriminalroman. Deutsch von Christel Hildebrandt. btb, München 2016, ISBN 978-3-442-75395-6.
- Sov du lilla videung. Norstedts, 2016, ISBN 978-91-1-306544-1.
  - deutsch: Schlaflied (Die Rönning/Stilton-Serie, Band 4), Kriminalroman. Deutsch von Christel Hildebrandt. btb, München 2018, ISBN 978-3-442-71611-1.
- Kallbrand. Norstedts, 2018, ISBN 978-91-1-308154-0.
  - deutsch: Wundbrand (Die Rönning/Stilton-Serie, Band 5), Kriminalroman. Deutsch von Susanne Dahmann und Julia Gschwilm. btb, München 2019, ISBN 978-3-442-75720-6.
- Fruset guld. Norstedts, 2020, ISBN 978-9-113-10769-1.
  - deutsch: Kaltes Gold (Die Rönning/Stilton-Serie, Band 6), Kriminalroman. Deutsch von Susanne Dahmann und Julia Gschwilm. btb, München 2020, ISBN 978-3-442-75852-4.
- Den barmhärtige samariten. Norstedts, 2021, ISBN 978-9-113-09868-5.
  - deutsch: Der gute Samariter (Die Rönning/Stilton-Serie, Band 7), Kriminalroman. Deutsch von Susanne Dahmann und Julia Gschwilm. btb, München 2022, ISBN 978-3-442-75853-1.
- Nattens öga. Norstedts  2023, ISBN 978-9-113-11785-0.
  - deutsch: Das Auge der Nacht. (Die Rönning/Stilton-Serie, Band 8), Kriminalroman. Deutsch von Susanne Dahmann und Julia Gschwilm. btb, München 2024, ISBN 978-3-442-76238-5.

## Filmografie (Auswahl)
- 1998: Beck – The Money Man; deutsch: Kommissar Beck: Die Todesfalle.
- 1998: Beck – Vita nätter; deutsch: Kommissar Beck: Heißer Schnee.
- 2004: Danslärarens återkomst; deutsch: Die Rache des Tanzlehrers
- 2006: Wallander – Täckmanteln; deutsch: Mankells Wallander, Tödliche Fracht, ausgestrahlt im Januar 2007.
- 2006: Beck – Skarpt läge; deutsch: Kommissar Beck: Zerschlagene Träume.